# 웨스 램지
웨스 램지(Wes Ramsey, 1977년 10월 6일 ~ )는 미국의 배우이다.

## 출연 작품
- 퍼셉션 오브 블러드 (2018)
- 작전명 아이다호 (2018)
- 딜리버런스 크리크 (2014)
- 더 플레이보이 클럽 (2011)
- 더 이벤트 (2010)
- 드라큐라의 손님 (2008, Bram Stoker's Dracula's Guest)
- 다크 허니문 (2008)
- 몬스터 트루퍼스 (2007)
- 나는 칸느영화제 가려고 포르노를 찍는다 (2006)
- 히어로즈 (2006)
- 책 속에 오르가즘이 있다 (2006)
- L.A. 딕스 (2005)
- 프로스트바이트 (2005)

### 텔레비전
- 가이딩 라이트 (2000-04, 2008)
- 우리 생애 나날들 (2009)